# Elena Tonetta
Elena Tonetta (Rovereto, 8 de junio de 1988) es una deportista italiana que compitió en tiro con arco, en la modalidad de arco recurvo.
Ganó dos medallas en el Campeonato Mundial de Tiro con Arco en Sala, en los años 2009 y 2012, y dos medallas en el Campeonato Europeo de Tiro con Arco en Sala, en los años 2008 y 2010. En los Juegos Europeos de Bakú 2015 consiguió una medalla de oro en la prueba por equipo.
Participó en los Juegos Olímpicos de Pekín 2008, ocupando el quinto lugar en la por equipo.

## Palmarés internacional
| Campeonato Mundial en Sala | Campeonato Mundial en Sala | Campeonato Mundial en Sala | Campeonato Mundial en Sala |
| Año                        | Lugar                      | Medalla                    | Prueba                     |
| -------------------------- | -------------------------- | -------------------------- | -------------------------- |
| 2009                       | Rzeszów (Polonia)          | Medalla de oro             | Equipo                     |
| 2012                       | Las Vegas (Estados Unidos) | Medalla de bronce          | Equipo                     |
| Juegos Europeos            |                            |                            |                            |
| Año                        | Lugar                      | Medalla                    | Prueba                     |
| 2015                       | Bakú (Azerbaiyán)          | Medalla de oro             | Equipo                     |
| Campeonato Europeo en Sala |                            |                            |                            |
| Año                        | Lugar                      | Medalla                    | Prueba                     |
| 2008                       | Turín (Italia)             | Medalla de bronce          | Individual                 |
| 2010                       | Poreč (Croacia)            | Medalla de plata           | Equipo                     |